# Kardoliński Żleb

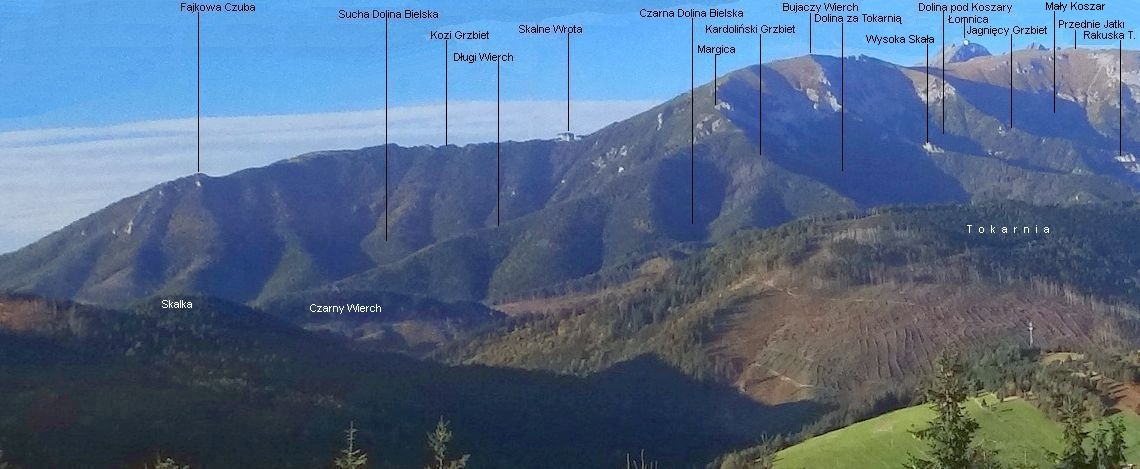
Granie na północnych zboczach Tatr Bielskich. Widok z Magury Spiskiej

Kardoliński Żleb (słow. Kardolínsky žľab) – żleb na północnych zboczach słowackich Tatr Bielskich. Jest największym odgałęzieniem Doliny za Tokarnią. Opada z orograficznie lewych jej zboczy w kierunku północnym i ma wylot nieco poniżej Kardolińskiej Polany (znajduje się ona po jego zachodniej stronie). Żleb jest głęboko wcięty i zawalony próchniejącymi drzewami. Dolną część żlebu porasta las bukowy, górną las świerkowy. Dolną częścią żlebu spływa niewielki potok uchodzący do Potoku za Tokarnią. 
Nazwa żlebu jest autorstwa Władysława Cywińskiego. 